# Smiley Smile
| 전문가 평가                       | 전문가 평가 |
| 평가 점수                         | 평가 점수   |
| 출처                              | 점수        |
| --------------------------------- | ----------- |
| AllMusic                          | [ 9 ]       |
| Blender                           | [ 4 ]       |
| The Encyclopedia of Popular Music | [ 10 ]      |
| MusicHound Rock                   | [ 11 ]      |
| Pitchfork                         | 9.5/10      |
| The Rolling Stone Album Guide     | [ 13 ]      |

《Smiley Smile》은 1967년 9월 18일에 발매된 미국의 록 밴드 비치 보이스의 열두 번째 스튜디오 음반이다. 이 음반은 영국 음반 차트에서 9위에 올랐지만 미국에서 잘 팔리지 않아 41위를 기록했는데, 이는 이 밴드의 가장 낮은 차트 순위였다. 비평가들과 팬들은 일반적으로 이 음반을 혼란과 실망으로 받아들였다. 《Smiley Smile》에서 단 한 곡, 즉 〈Heroes and Villains〉만 발매되었다. 〈Good Vibrations〉와 〈Gettin' Hungry〉도 발매되었지만, 전자는 1년 전에 발매되었고, 후자는 밴드에 귀속되지 않았다.
훨씬 정교하게 만들어진 LP인 《Smile》의 단순화된 버전으로 간주되는 《Smiley Smile》은 그것의 벗겨진 접근법과 Lo-Fi 제작과는 현저하게 대조를 이룬다. 주요 작곡가 브라이언 윌슨이 《Smile》 테이프의 대부분이 금지되어 있다고 선언한 이후, 녹음 세션의 대부분은 라디오 방송 장비, 디툰드 피아노, 일렉트로닉 베이스, 멜로디카, 퍼커션의 파운드 오브제, 그리고 볼드윈 시어터 오르간을 이용하여 임시 홈 스튜디오에서 6주 동안만 계속되었다. 그는 파격적인 녹음과정에 1965년 음반 《Beach Boys' Party!》의 느슨한 느낌과 〈Good Vibrations〉의 엔지니어링 방법을 결합하여 짧은 음악을 함께 편집한 실험적인 파티 같은 분위기를 담았다.

## 배경

### 오리지널 《Smile》 세션
1966년 5월 16일에 발매된 비치 보이스의 음반 《Pet Sounds》는 발매 당시 이 밴드의 위신을 최고 수준의 록 혁신가로 끌어올린 무미건조하고 정교한 관현악 편곡들을 수록하며 큰 영향력을 행사했다. 미국에서 이 음반에 대한 초기 리뷰는 음성으로부터 잠정적으로 긍정적인 것까지 다양했지만, 영국의 음악 저널리스트들로부터의 반응은 매우 호의적이었다. 이 그룹은 최근 비틀즈의 전 언론 담당관인 데릭 테일러를 홍보 담당자로 채용했다. 비치 보이스의 구식 서퍼라는 대중적인 관점에 힘입어, 리더이자 작곡가였던 브라이언 윌슨은 테일러에게 패션 반문화 아이콘으로서 밴드의 새로운 이미지를 확립할 것을 요청했고, 그래서 "브라이언 윌슨은 천재다"라는 꼬리표가 붙은 미디어 캠페인이 테일러에 의해 시작되어 공표되었다.
1966년 10월, 그룹은 《Pet Sounds》의 후속 싱글 〈Good Vibrations〉로 큰 국제적 성공을 거두었다. 그때쯤 윌슨은 작사가 반 다이크 파크스와 협력하여 음악을 작곡하면서 이 곡의 녹음 방식을 확장한 음반 《Smile》이 구상되었다. 윌슨은 《Smile》을 영성에 대한 매혹, 유머와 웃음과의 관계 등 모든 지적 직업의 출구로 상상했다. 그는 《멜로디 메이커》와의 인터뷰에서 "우리의 새 음반은 《Pet Sounds》보다 더 좋을 것입니다. 1965년 음반 《Summer Days (And Summer Nights!!)》 때와 마찬가지로 《Pet Sounds》보다 훨씬 더 발전할 것입니다."라고 말했다. 연말까지 《NME》는 연례 독자 설문조사를 실시하여 비치 보이스를 비틀즈와 롤링 스톤스보다 앞서 세계 최고의 보컬 그룹으로 선정했다.

## 곡 목록
| #  | 제목                                                        | 작사·작곡                       | 리드 보컬         | 재생 시간 |
| -- | ----------------------------------------------------------- | ------------------------------- | ----------------- | --------- |
| 1. | 〈Heroes and Villains〉                                     | 브라이언 윌슨, 반 다이크 파크스 | B. 윌슨           | 3:37      |
| 2. | 〈Vegetables〉                                              | B. 윌슨, 파크스                 | 앨 자딘           | 2:07      |
| 3. | 〈Fall Breaks and Back to Winter (W. Woodpecker Symphony)〉 | B. 윌슨                         | 기악              | 2:15      |
| 4. | 〈She's Goin' Bald〉                                        | B. 윌슨, 마이크 러브, 파크스    | 러브              | 2:15      |
| 5. | 〈Little Pad〉                                              | B. 윌슨                         | 칼 윌슨과 B. 윌슨 | 2:30      |

| #  | 제목                | 작사·작곡       | 리드 보컬      | 재생 시간 |
| -- | ------------------- | --------------- | -------------- | --------- |
| 1. | 〈Good Vibrations〉 | B. 윌슨, 러브   | C. 윌슨과 러브 | 3:37      |
| 2. | 〈With Me Tonight〉 | B. 윌슨         | C. 윌슨        | 2:17      |
| 3. | 〈Wind Chimes〉     | B. 윌슨         | 그룹           | 2:36      |
| 4. | 〈Gettin' Hungry〉  | B. 윌슨, 러브   | B. 윌슨과 러브 | 2:27      |
| 5. | 〈Wonderful〉       | B. 윌슨, 파크스 | C. 윌슨        | 2:21      |
| 6. | 〈Whistle In〉      | B. 윌슨         | C. 윌슨과 러브 | 1:04      |

## 차트
| 차트 (1967년)   | 순위 |
| --------------- | ---- |
| 영국 음반 (OCC) | 9위  |
| 미국 빌보드 200 | 41위 |